# 모네스킨
모네스킨(덴마크어: Måneskin)은 이탈리아의 4인조 혼성 록 밴드로, 2016년 로마에서 결성되었다. 그룹 이름은 덴마크어로 '달빛'을 뜻한다. 유로비전 송 콘테스트 2021에 이탈리아 대표로 참가해 우승을 했다. 참가곡은 "Zitti e buoni"이다. 산레모 음악제 2021 우승팀이기도 하다. 2017년 《더 엑스 팩터 이탈리아》에 참가해 최종 2위를 하면서 이름을 알리기 시작했다.

## 구성원
- 다미아노 다비드(이탈리아어: Damiano David): 보컬 담당 (2016년 ~ 현재)
- 빅토리아 데 안젤리스(이탈리아어: Victoria De Angelis): 베이스 담당 (2016년 ~ 현재)
- 토마스 라지(이탈리아어: Thomas Raggi): 기타 담당 (2016년 ~ 현재)
- 에탄 토르키오(이탈리아어: Ethan Torchio): 드럼 담당 (2016년 ~ 현재)

## 음반 목록

### 정규 음반
- Il ballo della vita (2018년)
- Teatro d'ira: Vol. 1 (2021년)
- Rush! (2023년)

### EP
- Chosen (2017년)